# Ludvík Souček
Ludvík Souček (Prága, 1926. május 17. – Prága, 1978. december 26.) cseh sci-fi-író, különösen a fiatalok között népszerű alkotó. Erich von Däniken: A jövő emlékei (1968) című művének fordítója cseh nyelvre.

## Élete
Szülővárosában végezte középiskolás tanulmányait, majd 1945-től 1951-ig egyetemista. Fogorvosi diplomáját a prágai Károly Egyetem orvostudományi karán szerezte. 1951-től fogászati asszisztensként dolgozott. 1954-ben katonatiszt lett a Csehszlovák Néphadseregben. Két évet töltött (1954. június –1955. március) Észak-Koreában a csehszlovák misszió tagjaként. Ezután Prágában fogorvosként dolgozott a Központi Honvédkórházban (1955–1964), majd a csehszlovák Honvédelmi Minisztériumban szolgált (1964–1968). A Csehszlovák Televízió (1969–1971), majd később a Albatros Könyvkiadó (1971–1976) szerkesztője. Súlyos betegsége (többszöri szívroham) miatt rokkantnyugdíjas lett 1976-ban.
Tagja volt a Csehszlovák Kommunista Pártnak, és a baloldali ideológia nagy hatással volt az irodalmi munkásságára. Ennek ellenére, hogy Souček mélyen kommunista meggyőződésű volt, mégis vitathatatlanul továbbra is a legnépszerűbb és legszélesebb körben ismert cseh sci-fi-szerző.
Az emberiség előtt még óriási út áll, amelyen egyelőre alig milliméter töredéknyit tett meg. Ősemberek, emberszabású majmok vagyunk azokhoz képest, akik utánunk következnek.

## Magyarul
- A vak madarak titka. Fantasztikus regény; ford. Zólyomi Antal; Móra, Bp., 1968[2]
- Az ősi lovagi jel. A vak madarak titka 2.; ford. Bártfai László; Móra, Bp., 1972[3]
- A betlehemi csillag nyomában; ford. Mayer Judit; Móra, Bp., 1973
- A Fekete Bolygó Testvérei. Tudományos fantasztikus elbeszélések; ford. Hajós Magda, Lőrincz Irén, életrajz Kuczka Péter; Zrínyi Ny., Bp., 1975 (Kozmosz Fantasztikus Könyvek)[4] ISBN 9632110986
- Napfény-tó. A vak madarak titka III.; ford. Bártfai László; Móra, Bp., 1981[5]
- Támad a koporsó; ford. Rubin Péter; Móra, Bp., 1981[6] ISBN 963112505X

## Fordítás
- Ez a szócikk részben vagy egészben  a   Ludvík Souček című angol Wikipédia-szócikk ezen változatának fordításán alapul.  Az eredeti cikk szerkesztőit annak laptörténete sorolja fel. Ez a jelzés csupán a megfogalmazás eredetét és a szerzői jogokat jelzi, nem szolgál a cikkben szereplő információk forrásmegjelöléseként.